# 신탄리역

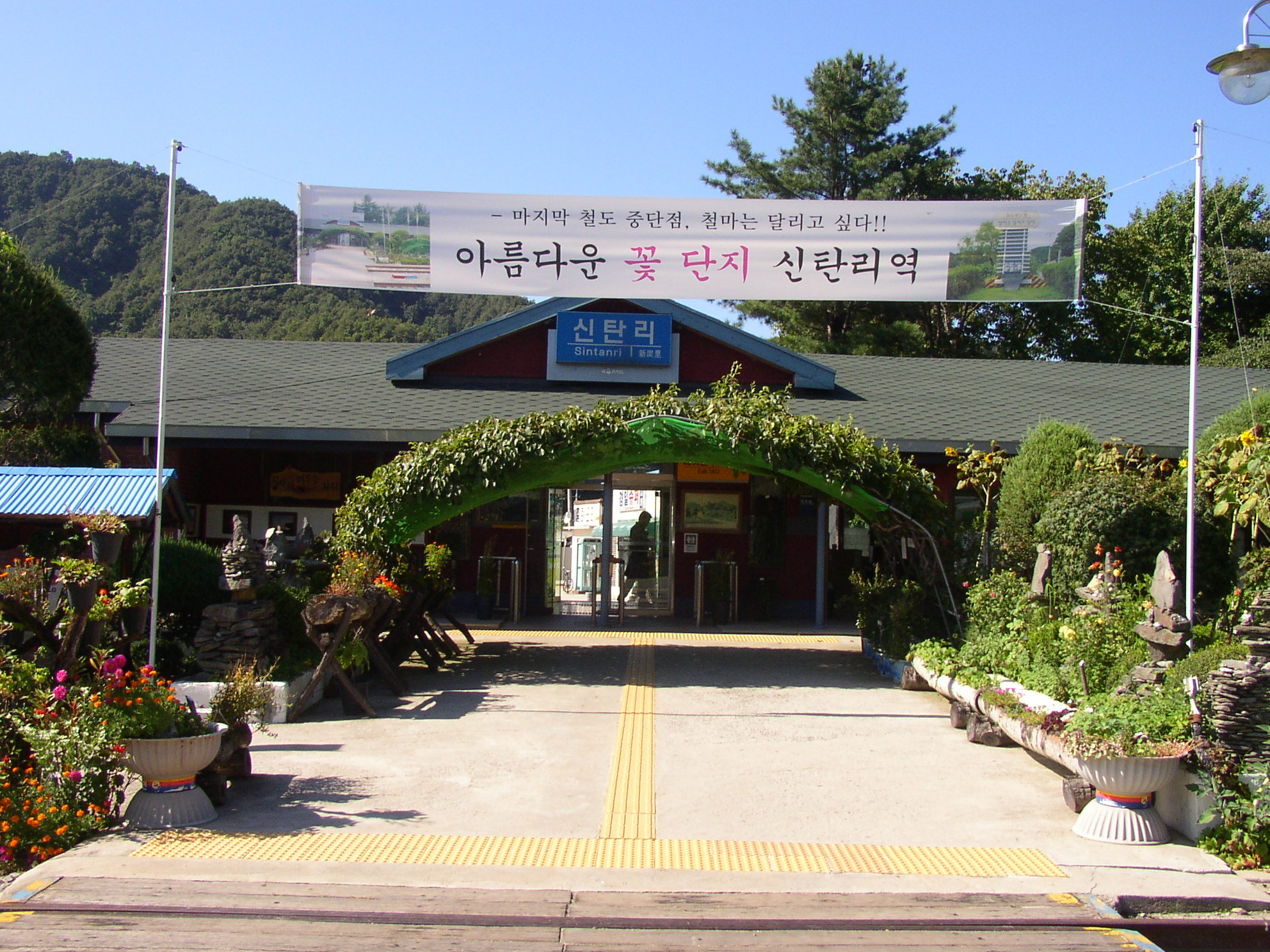
신탄리역 (타는곳에서 바라봄)

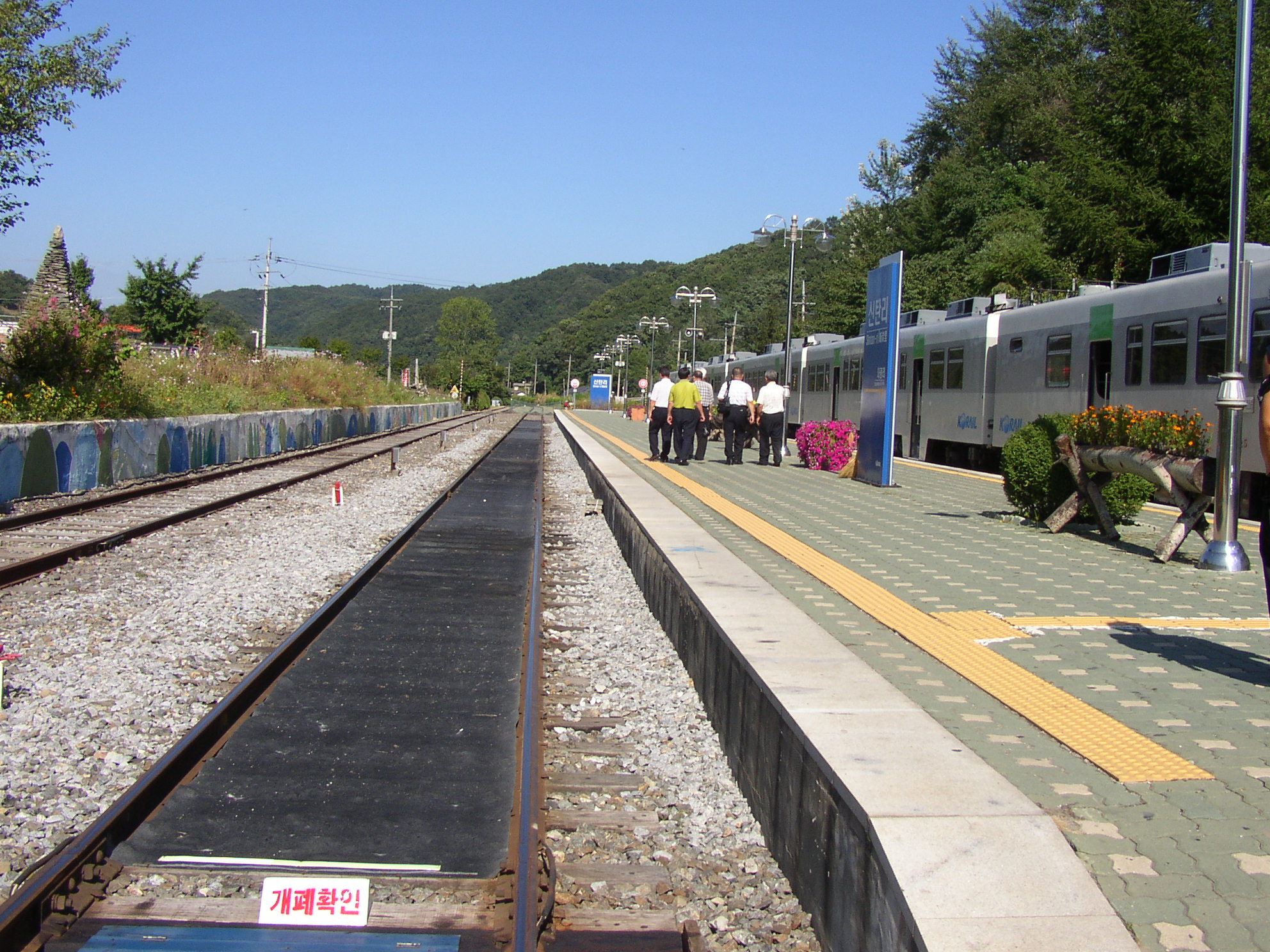
신탄리역 구내

신탄리역(新炭里驛, Sintan-ri station)은 경기도 연천군 신서면 대광리에 위치한 경원선의 철도역이다.
2011년 7월 27일 중부 집중호우로 인한 선로 유실로 영업이 전면 중단됐으나 2012년 3월 21일 경원선 통근열차 운행 재개와 함께 영업을 재개하였으나, 2018년 7월 2일부터 2018년 12월 1일까지 경원선 선로 연천 ~ 백마고지 구간 개량 공사로 인하여 역운영이 일시 중단되었다. 2019년 4월 1일부터 2023년 12월 14일 말까지 경원선 단선전철 동두천역 ~ 연천역 구간 공사로 통근열차가 중지되고 대체운송버스가 운행한다. 그러나, 단선전철 개통 후에도 통근열차는 내구연한 만료에 따라 퇴역하였고, 대체운송버스는 2023년 12월 16일에 없어졌다. 따라서, 연천군에서 운행하는 39-번이나 G2001번을 이용하거나, 철원군에서 운행하는 13번을 이용해야한다.

## 개요
개설 당시에는 신호장이었고, 위도상으로 38선 이북에 위치해서 한국 전쟁 이전에는 조선민주주의인민공화국 소속이었다가, 휴전선이 생긴 이후 대한민국으로 넘어오면서 경원선의 종점이 되었다. 1954년 보통역으로 승격되었다. 평소에는 인근의 고대산 등산객이 많으며, 역 앞에는 동두천시 및 철원군 방면의 버스가 운행되고 있으며, 2018년 7월 2일부터 2018년 12월 1일까지 선로 개량 공사로 인하여 연천 ~ 백마고지간의 임시 셔틀 버스가 운행을 하였다.

## 연혁
- 1942년 12월 1일 : 신호장으로 영업 개시[2]
- 1954년 7월 1일 : 신호장에서 보통역으로 승격
- 1955년 8월 10일 : 열차 운행 재개[3]
- 1961년 12월 30일 : 현 역사 완공
- 1971년 11월 3일 : 철도중단점 표지판 설치
- 1991년 9월 1일 : 소화물 취급 중지
- 1994년 1월 11일 : 화물 취급 중지
- 2011년 7월 28일 : 집중호우로 인한 선로 유실로 영업 일시 중단
- 2012년 3월 21일 : 초성철교 완공으로 통근열차 운행 재개와 동시에 편도 기준 1일 6편 감편
- 2012년 7월 1일 : 편도 기준 6회 증편
- 2012년 8월 1일 : 경원선 통근열차 3량 운행
- 2012년 11월 20일 : 신탄리 - 백마고지 간 연장 개통 및 철도중단점 표지판 설치
- 2014년 4월 14일 : 통근열차 운행 편도 11회로 감축
- 2014년 8월 1일 : 평화열차(DMZ train) 운행 개시
- 2016년 12월 9일 : 통근열차 운행조정 (평일:11회, 주말/공휴일:9회)
- 2018년 3월  1일 : 통근열차 운행조정 (평일:14회, 주말/공휴일:12회)
- 2018년 3월 14일 ~ 4월 12일 : 경원선 통근열차 4량 재운행 개시
- 2018년 7월 2일 ~ 12월 1일: 경원선 철도교 공사로 연천 ~백마고지구간 통근열차 운행중단 대체운송버스 운행
- 2019년 3월 31일 : 경원선 통근열차 마지막운행
- 2019년 4월 1일 ~ 2023년 12월 15일 : 경원선 복선전철 공사로 동두천 ~백마고지구간 통근열차 운행중단. 일 46회 대체버스 운행
- 2023년 12월 16일 : 경원선 대체버스(동두천~백마고지 구간) 운행 중단. 대체버스로 연천역~(무정차)~백마고지역 구간 운행
- 2024년 1월 14일 : 연천역~(무정차)~백마고지역 구간 대체버스 운행 중단
- 2024년 1월 15일 : 철원 13번 버스가 신탄리역으로 연장.
- 2024년 1월 25일 : 신탄리역~연천역 구간[4] 대체버스 개통
- 2024년 7월 1일 : 신탄리역~연천역 구간 대체버스 운행 중단

## 역 구조
1면 2선의 섬식 승강장이 있는 지상역으로, 구내에는 선로 몇 가닥이 더 있다.

### 승강장
| ↑대광리   |
| 1 2 \|    |
| 백마고지↓ |

| 1 | 통근열차 | 연천 · 동두천 방면 |
| 2 | 통근열차 | 백마고지방면       |

## 역  주변
- 고대산
- 역고드름
- 대광2리 마을회관
- 연천군 학생아영장